# To nie jest kraj dla starych ludzi (film)
To nie jest kraj dla starych ludzi (ang. No Country for Old Men) – amerykański film Joela i Ethana Coenów z 2007 roku, oparty na powieści Cormaca McCarthy’ego o tym samym tytule.
W 2024 roku został wprowadzony do Narodowego Rejestru Filmowego Stanów Zjednoczonych jako film „znaczący kulturowo, historycznie bądź estetycznie”.

## Fabuła
Film opowiada historię myśliwego Llewelyna Mossa (Josh Brolin), który polując niedaleko meksykańskiej granicy znajduje grupę rozbitych samochodów, a wśród nich martwe ciała, dwa miliony dolarów oraz bagażnik pełen heroiny. Przywłaszczenie znaleziska jest początkiem jego problemów, musi uciekać przed zawodowym zabójcą Antonem Chigurhem (Javier Bardem) oraz meksykańską mafią. Jego tropem podąża również doświadczony szeryf Bell (Tommy Lee Jones) (myślący o przejściu na emeryturę).
Chigurh jest uosobieniem zła, zabija wszystkich, którzy staną na jego drodze, również przypadkowych ludzi. Szeryf Bell jest zaś symbolem „starego świata”, który odchodzi w zapomnienie. Obraz rozpoczyna się monologiem Bella o „starych czasach”, kończy się zaś jego rozmową z żoną o dwóch snach oraz refleksją nad życiowymi wyborami.

## Obsada
- Tommy Lee Jones – Bell
- Josh Brolin – Moss
- Javier Bardem – Chigurh
- Kelly Macdonald – Carla Jean
- Woody Harrelson – Wells
- Barry Corbin – Ellis
- Tess Harper – Loretta Bell
- Garret Dillahunt – Wendell

## Odbiór

### Box office
Film uzyskał przychód ze sprzedanych biletów w wysokości ponad 170 mln dolarów, w tym 7 776 773 dolarów w otwierający weekend. W amerykańskich kinach był wyświetlany przez 154 dni.

### Reakcja krytyków
Film spotkał się z pozytywną reakcją krytyków. W agregatorze recenzji Rotten Tomatoes 93% z 290 recenzji uznano za pozytywne, a średnia ocen wystawionych na ich podstawie wyniosła 8,8 na 10. Z kolei w agregatorze Metacritic średnia ważona ocen z 39 recenzji wyniosła 92 punktów na 100.

## Nagrody i nominacje
- nagroda Oscar 2007:
  - Najlepszy film
  - Najlepsza reżyseria – Joel i Ethan Coenowie
  - Najlepszy scenariusz adaptowany – Joel i Ethan Coenowie
  - Najlepszy aktor drugoplanowy – Javier Bardem
- nominacje:
  - Najlepsze zdjęcia – Roger Deakins
  - Najlepszy montaż – Joel i Ethan Coenowie
  - Najlepszy dźwięk – Skip Lievsay, Craig Berkey, Greg Orloff, Peter F. Kurland
  - Najlepszy montaż dźwięku – Skip Lievsay.